# Рожки (Мядельський район)
Рожки (біл. вёска Рожкі) — село в складі Мядельського району Мінської області, Білорусь. Село підпорядковане Мядзельській сільській раді, розташоване в північній частині області.